# Casa Ondarza
La Casa Ondarza es un palacio de estilo renacentista situado en el municipio de Vergara, Guipúzcoa. Está situado, concretamente, en la parte vieja de Vergara, calle Bidekurutzeta N.º 1., entre la Casa Jáuregui, la Torre de Olaso y el Ayuntamiento de Vergara.
Este monumento arquitectónico es obra de Andrés Martínez Ondartza y fue creado en la primera mitad del siglo XVI.
- Datos: Q25474145
- Multimedia: Ondartza Dorrea / Q25474145